# 岑德广

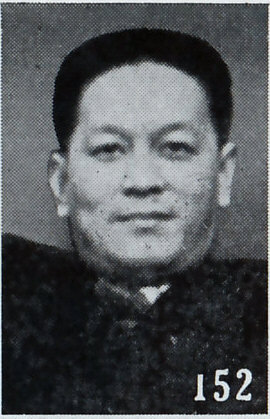
岑德广

岑德广（1897年—1972年6月19日），字心叔，广西省西林县人，清朝兩廣總督岑春煊之子，國民黨大老唐绍仪女婿，跟隨唐绍仪屬西南政務委員會派系。1922年加入中華民國外交部系統，1923年官至梧州關監督兼外交部特派廣西交涉員，1924年調財政部屬安慶造幣廠廠長。1940年升至汪精卫国民政府赈务委员会委员长。

## 生平
岑德广1897年（清光緒二十三年）生，留学日本学习院，後入英國普林司登研究所為研究員。1922年8月13日加入中華民國外交部系統，起初官職為「駐英吉利使館隨員」 。1923年2月10日調任梧州關監督兼外交特派廣西交涉員。1924年調財政部屬安慶造幣廠廠長。1925年滇桂戰爭滇桂联军总司令部参议、1925年善后会议议员等职。
1940年3月，任汪精卫国民政府赈务委员会委员长、第一屆中央政治委员会委员。1941年3月，任清乡委员会委员、社会部行动指导委员会委员，4月任第二屆中央政治委員會委員，8月任社會部行動指導委員會委員。1942年2月，任時局策進委員會委員。1943年1月，出任国民政府委员 ，4月任中央政治委員會第四屆委員。1945年6月，任中央政治委员会最高国防会议秘书长，同年又任经理总监部总监。
1945年被捕，被判汉奸罪，行賄後提早釋放，隱居香港。
1972年6月19日在荃湾香港療養醫院死亡，享壽七十六歲，6月23日在九龍殯儀館大禮堂出殯，歌連臣角火葬場火化。

## 家庭
- 妻，唐寶玫
- 子，岑禮吾，其妻周豔，聖公會何澤芸小學及聖公會聖多馬小學校長
- 孫男，岑延威（William Tseng)，曾任香港建築師學會副會長，現任聖公會聖多馬小學校監
- 孫女，岑延芬，聖公會聖多馬小學及聖公會青衣邨何澤芸小學校長